# He-Man
He-man és un personatge de ficció dins de l'univers Masters of the Univers. Pertany a l'editorial DC Comics.
He-man és en realitat el príncep Adam d'Eternia, però adopta l'aparença d'un home musculat amb superpoders per lluitar contra Skeletor, el Senyor Fosc que vol dominar l'univers. Compta amb l'ajuda de diversos aliats, entre els quals destaquen She-ra i l'Home d'armes, i de la força que extreu del Castell de Calaveragrisa familiar, objectiu recurrent dels atacs dels seus enemics.